# Ligne d'Hirson à Amagne - Lucquy
La ligne d'Hirson à Amagne - Lucquy est une ligne ferroviaire française qui se décompose en deux tronçons :
- un premier tronçon de Hirson à Liart utilisé par les relations de Lille-Flandres à Charleville-Mézières ;
- un second de Liart à Amagne - Lucquy, aujourd'hui partiellement déclassé, qui permettait de rejoindre Troyes et Sens en utilisant des lignes diverses.

Elle constitue la ligne 212 000 du réseau ferré national.

## Historique
Cette ligne répondait à un double besoin : besoin militaire pour permettre les échanges directs entre le nord et l'est de la France, mais aussi besoin économique afin de rattacher le bassin houiller du nord avec les usines métallurgiques de la Haute-Marne.
Elle a été déclarée d'utilité publique par la loi du 7 avril 1879. La ligne est concédée à titre définitif par l'État à la Compagnie des chemins de fer de l'Est (EST) par une convention signée entre le ministre des Travaux publics et la compagnie le 11 juin 1883. Cette convention est approuvée par une loi le 20 novembre suivant.
Elle a été mise en service par la même compagnie le 15 décembre 1885.
Elle a été fermée au trafic des voyageurs entre Liart et Amagne - Lucquy le 28 avril 1952 et au trafic fret entre Liart et Draize-La-Romagne le 17 avril 1953 puis entre Draize-La-Romagne et Amagne - Lucquy le 30 septembre 1979.

### Dates de déclassement
- de Liart à Draize-la-Romagne (PK 28,050 - 40,400) le 19/10/1967[4].
- de Draize-la-Romagne à Novion-Porcien (PK 40,400 à 52,262) le 20/09/1995[5].

La section de Novion-Porcien à Amagne - Lucquy a le statut de ligne non exploitée.

## Description de la ligne

### Caractéristiques
Le profil est moyen avec des déclivités maximum de 10 mm/m. La vitesse des trains est limitée à 120 km/h entre Hirson et Liart.

### Infrastructure
Sur le tronçon entre Hirson et Liart, cette ligne est à double voie, équipée du block automatique lumineux, du contrôle de vitesse par balises (KVB) et de la radio sol/train sans transmission de données.
Sur le tronçon de Liart à Amagne - Lucquy, elle était à voie unique.
La section Hirson - Liart a été électrifiée parmi les premières de France en 25 kV - 50 Hz à la suite des essais satisfaisants réalisés par la SNCF sur la ligne alpine d'Aix-les-Bains-Le Revard à Annecy. Les dates de mises sous tension sont les suivantes :
- d'Hirson à Liart le 2 juillet 1954 ;
- gare d'Amagne - Lucquy le 8 décembre 1964 (électrification entre Reims et Mohon).

## Exploitation et trafic
Le tronçon entre Hirson et Liart est un segment de la transversale Nord-Est, un axe majeur du réseau ferré national, qui relie Lille à Thionville. Il a connu un trafic fret intense qui a considérablement diminué depuis la fin de l'extraction du charbon dans les mines du Nord et du Pas-de-Calais et le déclin de la sidérurgie lorraine.

## Galeries photos

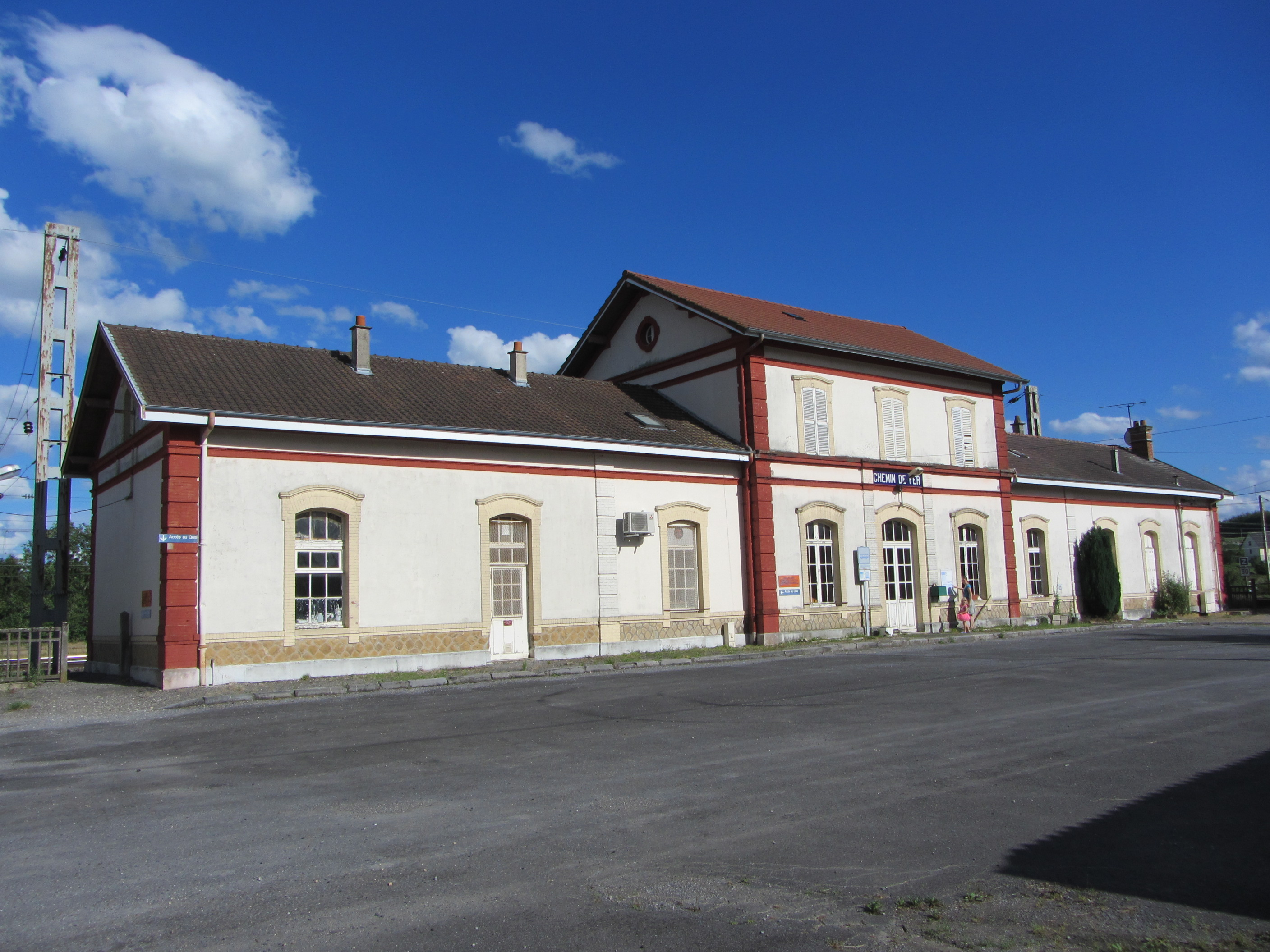
Gare de Liart
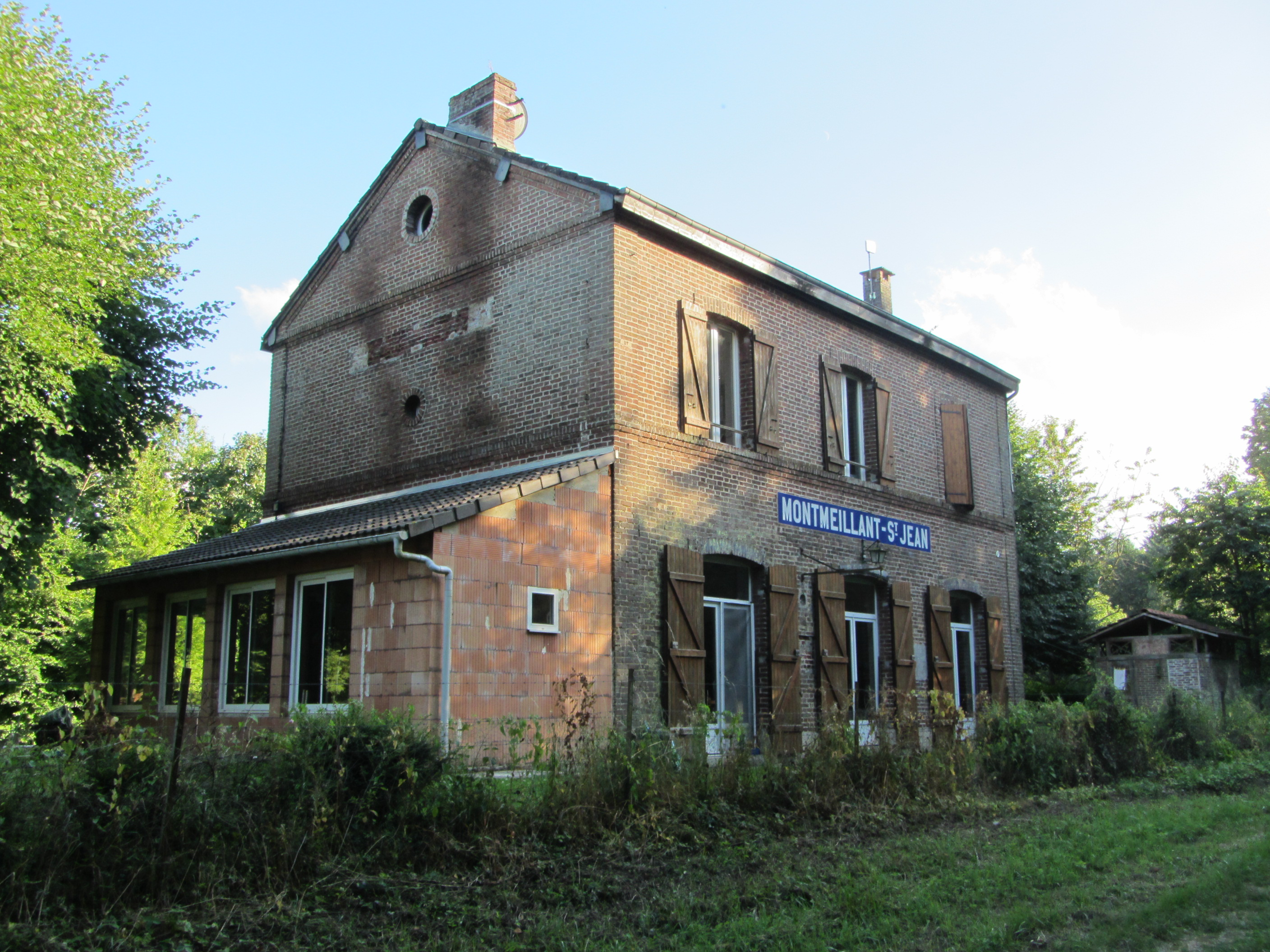
Ancienne gare de Montmeillant - Saint-Jean
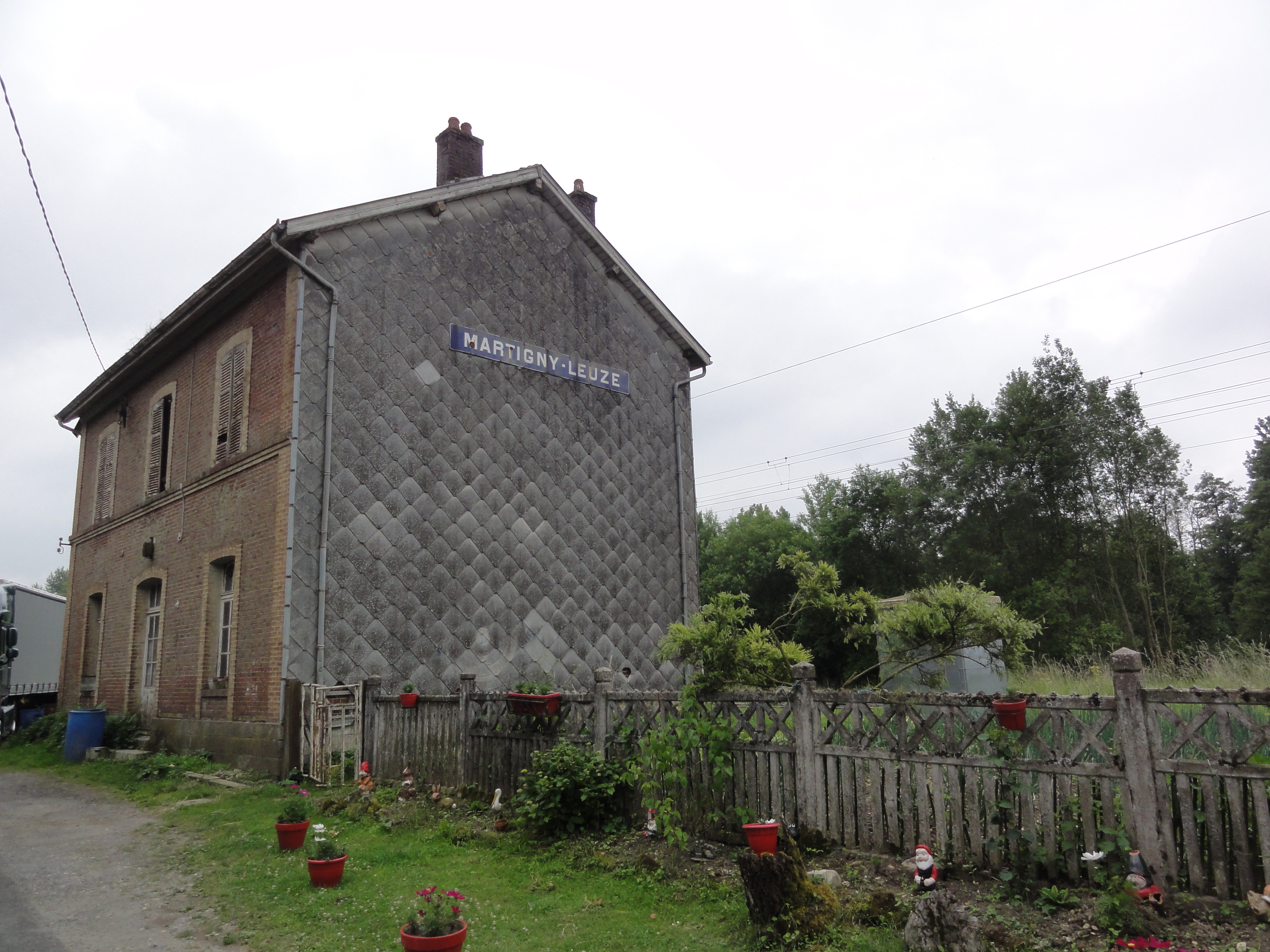
L'ancienne gare de Martigny - Leuze
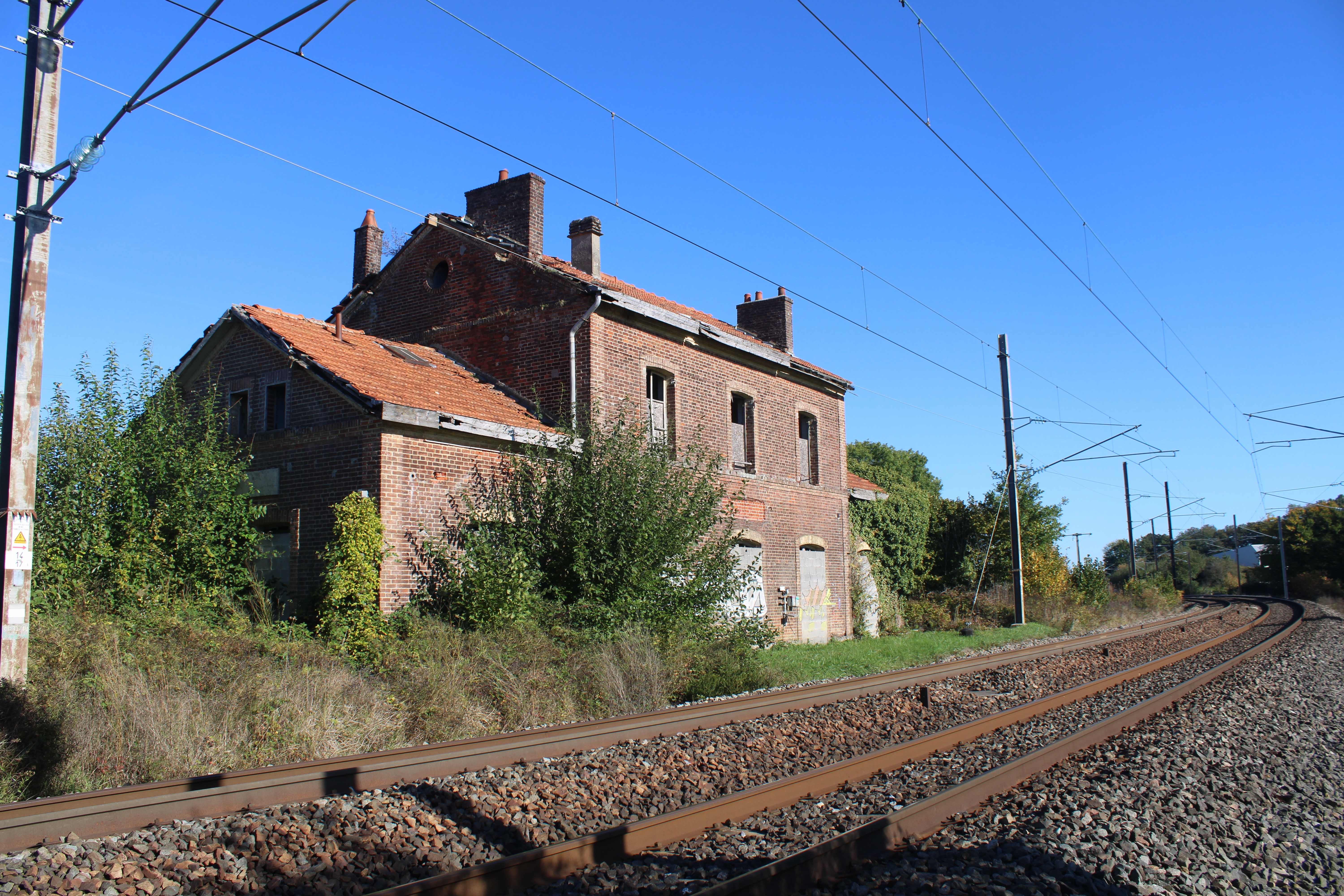
Ancienne gare d'Aubenton côté voies en 2022.